# Flughafen Perugia

i7
i11
i13
Der Flughafen Perugia (ital.: Aeroporto di Perugia-Sant'Egidio “San Francesco d’Assisi”, IATA-Code: PEG, ICAO-Code: LIRZ) ist ein internationaler italienischer Flughafen. Er liegt 10 km östlich von Perugia auf einer Höhe von 212 m AMSL. Es handelt sich um den einzigen Verkehrsflughafen in der Region Umbrien. Benannt ist er nach Franz von Assisi.

## Infrastruktur
Der Flughafen verfügt über eine 2199 m lange, 45 m breite Asphaltpiste mit der Ausrichtung 01/19. Als Navigations- und Anflughilfen stehen unter anderem ein DVOR/DME, ein VDF-Peiler und ein PAPI-System zur Verfügung. Für Anflüge in Landerichtung 01 existiert darüber hinaus ein ILS CAT I.
Von der Start- und Landebahn führen zwei Rollbahnen zum westlich davon gelegenen Vorfeld mit dem einzigen Terminal. Das Terminal wurde 2011 und 2012 auf der Grundlage eines Entwurfs der Architektin Gae Aulenti erneuert. Südlich davon befindet sich der Tower, nördlich mehrere Hangars.

## Luftraum
Im Umkreis von 5 NM (ca. 9 km) um den Flughafen wurde eine Aerodrome Traffic Zone (Luftraum D) eingerichtet, die sich vom Boden bis in eine Höhe von 2500 ft (762 m) über Grund erstreckt. Diese wird von einer Kontrollzone (ebenfalls Luftraum D) eingeschlossen. Noch innerhalb der Aerodrome Traffic Zone befinden sich westlich des Flughafens das Flugbeschränkungsgebiet LI-R36 und östlich davon das Luftsperrgebiet LI-P252.

## Fluggesellschaften und Ziele

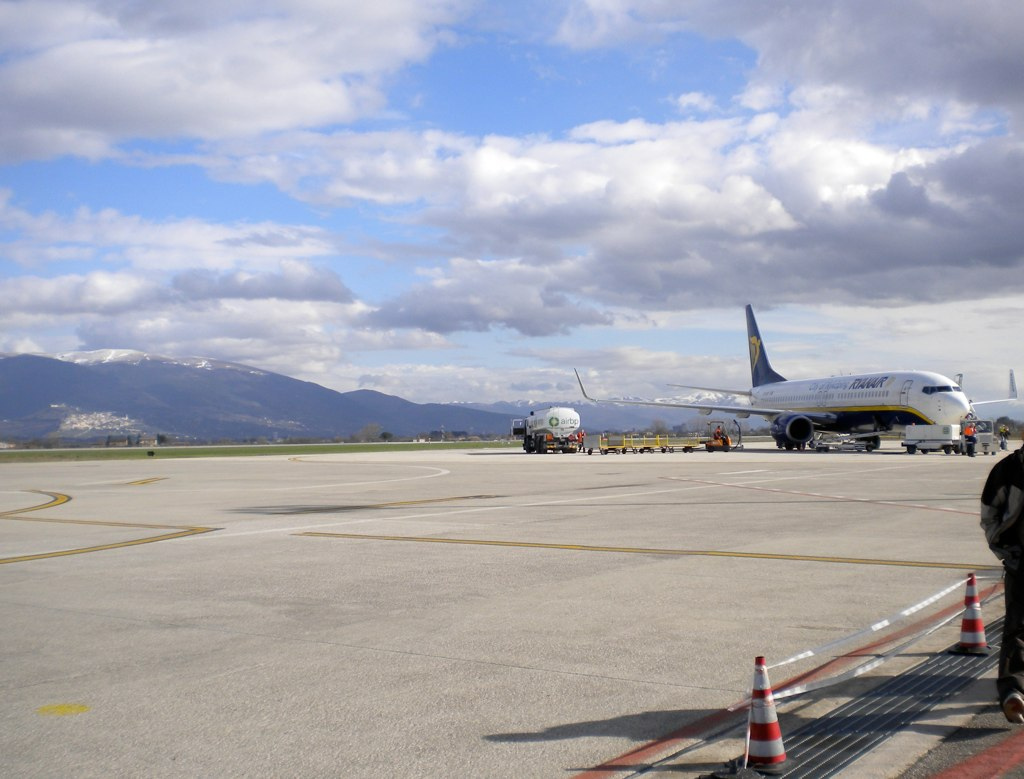
Das Vorfeld mit einem Flugzeug der Ryanair

Aktuell wird Perugia von fünf Fluggesellschaften angeflogen, die alle zusammen 15 Destinationen anbieten:
- Ryanair ist die bedeutendste Fluggesellschaft vor Ort. Sie fliegt ganzjährig Cagliari, Catania, London-Stansted und Palermo an, saisonal werden auch Barcelona, Brindisi, Bukarest, Brüssel-Charleroi, Malta und Krakau angeflogen.
- Aeroitalia fliegt saisonal Olbia und Lamezia Terme an.
- Transavia fliegt saisonal nach Rotterdam
- Wizz Air bietet ganzjährig Tirana an.
- British Airways hat saisonal London-Heathrow im Plan.

Daneben sind noch Regional- und Charterfluggesellschaften in Perugia tätig.

## Anbindung
Busse verbinden den Flughafen mit dem Hauptbahnhof von Perugia. Die Fahrtzeit beträgt rund 20 Minuten.

## Sonstiges
Der Flughafen soll weiter ausgebaut werden. Der nahe Flughafen Foligno hat ähnliche Pläne und will zum zweiten Verkehrsflughafen Umbriens aufsteigen.